# Гревил Вин
Гревил Мејнерд Вин (енгл. Greville Maynard Wynne, 19. март 1919 – 28. фебруар 1990) је био британски инжењер и трговац, регрутован од стране Службе за тајну обавештајну делатност за путовања по комунистичким државама у источној Европи, посебно СССР, где је постао курир за комуникацију и прибављање информација од совјетског пуковника Олега Пенковског.
Вин и Пенковски су ухапшени од стране КГБ-а у октобру 1962. године у Москви, током Кубанске ракетне кризе. Пенковски је убијен у мају 1963. године, а Вин је осуђен на осам година затвора у Лубјанки. Размењен је 1964. године за совјетског шпијуна Конона Молодија.
Вин је написао две књиге о свом раду за британску обавештајну службу: Човек из Москве (1967) и Човек из Одесе (1981). У овим књигама, Вин је навео како је регрутован од стране Службе безбедности још током Другог светског рата, много пре рада са Пенковским.